# Късорог гущер
Късорогите гущери (Phrynosoma douglasii) са вид дребни влечуги от семейство Phrynosomatidae.

## Разпространение
Разпространени са в северозападните части на Съединените американски щати и югозападна Канада.

## Описание
Достигат дължина на тялото без опашката около 32 – 65 милиметра, като размерът и окраската им варират значително в зависимост от региона.

## Хранене
Хранят се главно с насекоми, преди всичко с мравки.